# Pandaka
Pandaka – rodzaj ryb z rodziny babkowatych.

## Klasyfikacja
Gatunki zaliczane do tego rodzaju:
- Pandaka lidwilli
- Pandaka pusilla
- Pandaka pygmaea
- Pandaka rouxi
- Pandaka silvana
- Pandaka trimaculata